# Mutación cromosómica
Las mutaciones cromosómicas, mutaciones no puntuales o cromosomopatías son alteraciones en el número de genes o en el orden de estos dentro de los cromosomas. Se deben a errores durante la gametogénesis (formación de los gametos por meiosis)  o de las primeras divisiones del cigoto. En el primer caso la anomalía estará presente en todas las líneas celulares del individuo, mientras que cuando la anomalía se produce en el cigoto puede dar lugar a mosaicismo, coexistiendo por tanto poblaciones de células normales con otras que presentan mutaciones cromosómicas.

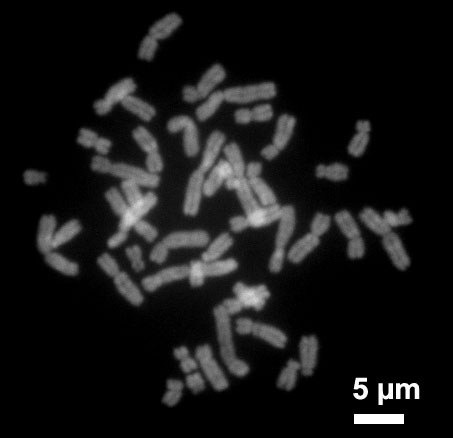
Cariotipo de célula femenina humana en estado de metafase.

Estas alteraciones pueden ser observadas durante la metafase del ciclo celular y que tienen su origen en roturas (procesos clastogénicos) de las cadenas de ADN no reparadas o mal reparadas, entre otros factores.
Actualmente, se dispone de un amplio conocimiento del cariotipo humano y de las anomalías cromosómicas. Puesto que estas alteraciones son anomalías genéticas, pueden transmitirse a la descendencia en el caso de que afecten a las células germinales. Se estima que cerca de un 60 % de los abortos ocurridos en el primer trimestre de gestación se deben a anomalías cromosómicas y un 0,5 % de los recién nacidos presentan aneuploidías. Por este motivo, el estudio de estas mutaciones mediante un cariotipo o un FISH es de gran utilidad para detectar anticipadamente cualquier anomalía.

## Anomalías numéricas
Estas anomalías se denominan también mutaciones genómicas, ya que varía el número de cromosomas del genoma. Pueden ser aneuploidías o poliploidías.
El caso más común es la aneuploidía, que se produce cuando un individuo presenta accidentalmente algún cromosoma de más (trisomía, 2n+1) o de menos (monosomía, 2n-1) en relación con su condición normal (diploide)
Las poliploidías se producen cuando se tiene tres o más juegos completos de cromosomas (Triploidía,3n; Tetraploidía, 4n). En humanos, las triploidías suelen acabar en aborto y si se llega al nacimiento, termina sufriendo una muerte prematura. La tetraploidía es letal.

### Aneuploidías autosómicas

Alteración cromosómica en el cromosoma 21, Trisomía causante del Síndrome de Down.

Son alteraciones en el número de copias de alguno de los cromosomas no sexuales. En humanos, no todas las aneuploidías numéricas son viables, y las que sí lo son producen alteraciones en el fenotipo. Entre las más frecuentes destacan:
- Trisomía del cromosoma 21 más conocida como síndrome de Down (es la causa del 95 % de los casos).
- Trisomía del cromosoma 18 más conocida como síndrome de Edwards.
- Trisomía del cromosoma 13 más conocida como síndrome de Patau.
- Trisomía del cromosoma 22 (letal, se han descrito casos de mosaicismo).
- Monosomía del cromosoma 21 (letal, se han descrito casos de mosaicismo).

Variaciones numéricas en cromosomas claves en el desarrollo temprano del embrión no son viables ni siquiera a nivel embrionario, por lo que no se detectan como causas frecuentes de abortos espontáneos causados por aneuploidías cromosómicas (es el caso del cromosoma 1, por ejemplo).

### Aneuploidías sexuales
Son alteraciones en el número de copias de alguno de los dos cromosomas sexuales humanos. Las aneuploidías en este caso suelen ser viables. Entre las más frecuentes destacan:
- Síndrome de Klinefelter (trisomía de los cromosomas sexuales: 47, XXY).
- Síndrome de Turner (monosomía de los cromosomas sexuales: 45, X). Es la única monosomía viable.
- Síndrome del doble Y (llamado a veces síndrome del supermacho: 47, XYY).
- Síndrome del triple X (llamado a veces síndrome de la superhembra: 47, XXX).

## Alteraciones cromosómicas estructurales

Tipos de mutaciones cromosómicas estructurales.

Estas anomalías afectan a la estructura del cromosoma en cuanto a la ordenación lineal de los genes. Uno o más cromosomas cambian su estructura propia por la adición o pérdida de material genético, por alteración de su forma o del patrón de bandas. Estos cambios se llaman reorganizaciones y siempre se relacionan con rotura cromosómica. Aquí se incluyen las siguientes anomalías:
- Deleciones: consiste en la pérdida de un fragmento del cromosoma, lo que origina un desequilibrio (el portador de una deleción es monosómico respecto al alelo afectado por la deleción). Se puede producir en el extremo de un cromosoma (deleción terminal) o a lo largo de sus brazos corto o largo (deleción intersticial). Una de las causas del síndrome de Prader-Willi es una deleción parcial del brazo largo del cromosoma 15.
- Duplicaciones: Consisten en la presencia de una copia extra de un segmento de un cromosoma. Las duplicaciones son conocidas en ocasiones como trisomías parciales. Puede ocurrir que una persona posea dos copias extra de un fragmento de un cromosoma y entonces se dice que su genoma posee una triplicación o una tetrasomía parcial. Algunas duplicaciones son tan pequeñas que no pueden ser detectadas por el microscopio óptico y entonces son llamadas microduplicaciones. El síndrome de X frágil es debido a una duplicación parcial del extremo del brazo largo del cromosoma X.

- Inversiones: un segmento del cromosoma cambia su orientación dentro de este. Son provocadas por dos roturas en un mismo cromosoma y el material genético entre ambos punto de rotura gira 180° y se reinserta en el hueco que ha dejado en el cromosoma. Existen dos tipos de inversiones: Pericéntrica, cuando el centrómero forma parte del segmento invertido. En estos casos un punto de rotura se encuentra en el brazo corto y el otro en el brazo largo. En la inversión paracéntrica no está envuelto en centrómero y ambos puntos de rotura se encuentran en el mismo brazo. Tienen una frecuencia muy baja y no suelen causar grandes trastornos en sus portadores (a no ser que la inversión provoque la interrupción de genes importantes). Sin embargo, las inversiones sí pueden causar problemas en la descendencia de individuos portadores, sobre todo en el caso de inversiones pericéntricas, ya que generan gametos que con frecuencia portan duplicaciones y deleciones del material genético.

- Cromosoma en anillo: se presenta cuando ambos brazos de un cromosoma se fusionan formando un anillo. Normalmente se forman cuando el brazo corto y largo de un mismo cromosoma tienen una deleción terminal, esto provoca que queden extremos "pegajosos" en ambos brazos que con frecuencia se fusionan originando el cromosoma en anillo. El material genético delecionado suele ser insignificante. Aunque son poco frecuentes, también están implicados en enfermedades. Por ejemplo, una de las causas del síndrome de Turner es la formación de una anillo en el cromosoma X.

- Translocaciones: tienen lugar cuando una porción de un cromosoma se transfiere a otro. Cuando un segmento se intercambia entre dos cromosomas no homólogos tiene lugar una translocación recíproca. Se produce una reordenación del material genético, pero no hay pérdida o ganancia de información genética como en el caso de las deleciones y las duplicaciones. La translocación robertsoniana es un caso especial de translocación ("casi equilibrada") en el que dos cromosomas no homólogos pierden sus brazos cortos mientras que los largos se unen por el centrómero de uno de los cromosomas, formándose un cromosoma único. Este tipo de translocación afecta a los cromosomas acrocéntricos con el brazo p muy pequeño (en humanos, los cromosomas 13, 14, 15, 21 y 22). El 4 % de los casos de síndrome de Down se deben a una translocación 21/21 o 14/21.

- Isocromosoma: es un cromosoma que ha perdido un brazo y el otro se ha duplicado, de modo que existe una monosomía parcial debido al brazo perdido, y a una trisomía parcial, debido al brazo duplicado. Ocurre cuando la división del centrómero se produce según el plano transversal en vez de vertical.

- Cromosoma marcador o sSMC: Es un pequeño cromosoma extra hecho de partes de uno o más cromosomas, por tanto el material genético que lo forma estará duplicado o triplicado. El origen de este cromosoma extra muchas veces es desconocido. Se denomina cromosoma marcador o sSMC ("small supernumerary marker chromosome").

- Disomía uniparental (UPD): Esta alteración consiste en que ambos cromosomas de uno de los 23 pares de cromosomas homólogos presentes en humanos provienen de un mismo progenitor, en lugar de pertenecer uno a la madre y otro al padre. El resultado es que el cromosoma de uno de los progenitores está duplicado y el cromosoma del otro progenitor está ausente. Sin embargo, el número neto de cromosomas es 46. Cuando ambos cromosomas provienen de la madre se denomina disomía uniparental materna (mUPD). Si provienen del padre, disomía uniparental paterna (pUPD). La disomía uniparental puede estar asociada a determinadas patologías, dependiendo del cromosoma duplicado y del progenitor del que provenga. Por ejemplo, el síndrome de Prader-Willi se asocia con una disomía uniparental materna del cromosoma 15 y el síndrome de Angelman con una disomía uniparental paterna del mismo cromosoma.

Los cromosomas derivativos siempre se nombrarán según el centrómero que porten.